# Puntas del Parao
Puntas del Parao est une ville de l'Uruguay située dans le département de Treinta y Tres. Sa population est de 49 habitants.

## Population
| Année | Population |
| ----- | ---------- |
| 1963  | –          |
| 1975  | –          |
| 1985  | –          |
| 1996  | –          |
| 2004  | 49         |

Référence,: